# Boti Bliss

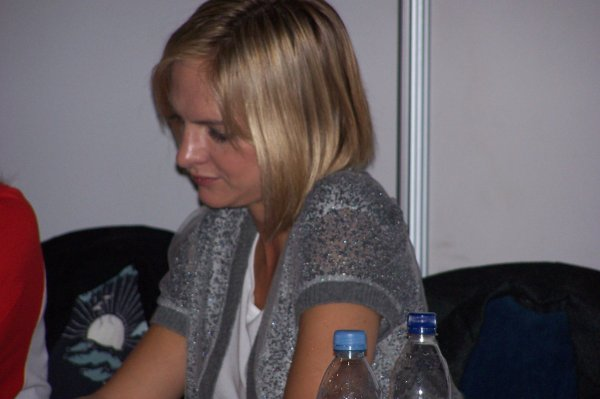
Boti Bliss (2006)

Boti Ann Bliss (* 23. Oktober 1975 in New York) ist eine US-amerikanische Schauspielerin. Ihre bisher bekannteste Rolle ist die der Maxine Valera in der TV-Serie CSI: Miami.

## Leben und Karriere
Bliss wuchs unter der Obhut ihrer Mutter und ihres Stiefvaters auf. Sie hat einen jüngeren Bruder, Yuri, sowie mehrere Halb- und Stiefgeschwister. Ihr leiblicher Vater ist ein klassischer Violinist.
2000 war sie in der dritten Staffel von Charmed – Zauberhafte Hexen in zwei Folgen zu sehen. Bekannt ist Bliss vor allem durch die Darstellung der DNA-Technikerin Maxine Valera in CSI: Miami. Dort ist sie von der zweiten bis zur achten Staffel in 76 Folgen zu sehen.
Sie ist seit 2010 mit dem Regisseur Blair Hayes verheiratet. Am 15. März 2011 wurden die beiden Eltern eines Sohnes.

## Filmografie (Auswahl)
- 1994: Bad Boys Never Die (Roadracers, Fernsehfilm)
- 1997: Cybill (Fernsehserie, Folge 3x21 All of Me)
- 1997: Immer wieder Fitz (Cracker, Fernsehserie, Folge 1x06 ‘Tis Pity She's a Whore)
- 1997–1999: Nash Bridges (Fernsehserie, drei Folgen)
- 1997–1999: Pacific Blue – Die Strandpolizei (Pacific Blue, Fernsehserie, zwei Folgen)
- 1998: Die glorreichen Sieben (The Magnificent Seven, Fernsehserie, Folge 1x02 Working Girls)
- 1998: Pretender (Fernsehserie, Folge 3x06 Parole)
- 1998: The Secret Lives Of Men (Fernsehserie, Folge 1x02 Phil's Problem)
- 1998: Broken and Bleeding
- 1999: Warlock – Das Geisterschloss (Warlock III: The End of Innocence)
- 2000: Charmed – Zauberhafte Hexen (Fernsehserie, zwei Folgen)
- 2001: Bubble Boy
- 2002: Air Panic (Panic)
- 2002: Ted Bundy
- 2003: Fusion Factor (Power Play)
- 2003: College Animals (National Lampoon Presents Dorm Daze)
- 2003–2009: CSI: Miami (Fernsehserie, 76 Folgen)
- 2006: Mein Name ist Fish (I’m Reed Fish)
- 2008: Pulse 2: Afterlife
- 2010: Night Music
- 2010: Verführt (The Perfect Teacher)
- 2011: Weiblich, tödlich, sucht... – Wer ist Carrie?  (The Perfect Roommate)
- 2013: Bones – Die Knochenjägerin (Fernsehserie, Folge 9x08 The Dude in the Dam)
- 2014: Eissturm aus dem All (Christmas Icetastrophe, Fernsehfilm)
- 2015: Lucky Dog
- 2016: Dark Paradise (Fernsehfilm)
- 2018: Shot to the Heart
- 2019: Deadly Switch
- 2020: Taking Your Daughter
- 2021: Fourth Grade
- 2021: Dangerous Cheaters

## Videospiele
- 2004: CSI: Miami (CSI Technician Maxine Valera Synchronisation)